# Henry Piddington
Henry Piddington ( 1797 -1858) fue un científico de nacionalidad inglés-hindú; y capitán mercante en el este de India y China. Acuñó el nombre de ciclón para las tormentas tropicales, refiriéndose a una tormenta que hizo volar un buque de carga en los círculos en Mauricio en febrero de 1845. Y otra investigación de una tormenta desastrosa en la costa este de la India en diciembre de 1789, matando a más de 20.000 personas. Presentó sus resultados ante la Sociedad Asiática de Bengala en Calcuta en 1840, y describió la tormenta como un "ciclón", un nombre derivado de que significa "kuklos la palabra griega dando vueltas, cerca, como una serpiente.
En 1854, Piddington escribió una carta abierta a Lord Dalhousie, acerca del nuevo puerto a construir en Calcuta: no sería capaz de soportar la furia de un ciclón tropical. Dalhousie, sin embargo, no hizo caso de ese consejo. Así Port Canning fue construido, pero destruido por el ciclón de 1867 y abandonado después.
Piddington también escribió numerosos artículos científicos sobre geología, botánica, mineralogía, química del suelo, y meteorología en el Diario de la Sociedad Asiática de Bengala. Fue curador del Museo de Geología de Calcuta.

## Algunas publicaciones

### Libros
- 1855. “On the scientific principles of agriculture considered as a branch of public education in India: (Printed for private circulation in 1839) and now published”. Ed. Satyarnaba Press. 26 p.

- 1853. “A letter to the Most Noble James Andrew, marquis of Dalhousie, sur les ondes courtes générées par les cyclones dans la golfe du Bengale et leurs effets sur les Sundarbans”, 20 p.

- 1852. “Conversations about Hurricanes: for the Use of Plain Sailors”. Ed. Smith, Elder & Co. 109 p.

- 1849. “Seventeenth memoir with reference to the law of storms in India, being cyclones of the China and Loo-Choo seas, from 1841-1847, and some of the Northern Pacific ocean from 1797”. Ed. J. Thomas. 73 p.

- 1848. “The Sailor’s Horn-Book for the Law of Storms”. Reeditó General Books, 2009. 308 p. ISBN 1150762748

- 1844. “The Horn-Book for the Law of Storms for the Indian and China Seas”. Ed. Bishop's College Press. 28 p.

- 1842. “Notes o the law of storms: as applying to the tempests of the Indian and Chinese seas, drawn up for the use of the expedition to China”. Ed. G. H. Huttman. 46 p.

- 1840. “A Memoir on the proposed Improvements in Indian Cotton, etc.” Ed. Rushton & Co. 25 p.

- 1839. “Researches on the gale and hurricane in the Bay of Bengal on the 3rd, 4th, and 5th of June, 1839”. Ed. Bishop's College Press. 51 p.

- 1839. “A Letter to the European soldiers in India on the substitution of coffee for spirituous liquors”. Ed. Englishman Press, 14 p.

- 1832. An English index to the plants of India. Ed. Baptist Mission Press, & Messrs. Thacker & Co. 235 p.

## Honores

### Epónimos
Género
- (Campanulaceae) Piddingtonia A.DC.[2]

- La abreviatura «Pidd.» se emplea para indicar a Henry Piddington como autoridad en la descripción y clasificación científica de los vegetales.[3]